# Манговая неясыть
Манговая неясыть (лат. Strix ocellata) — представитель рода неясытей обитающий в Южной Азии.

## Описание
Манговая неясыть обитает на большей части территории Индии, Бангладеш и в западной Бирме. До XX века встречались и на территории восточного Пакистана. Это средних размеров (41—48 см) птица, имеет пёструю маскировочную окраску с черными, коричневыми, белыми и желтовато-красными вкраплениями. Подбородок белый, глаза темно-коричневые с оранжевыми веками.
Птица предпочитает селиться в редколесье, на слегка лесистых равнинах и садах со взрослыми деревьями. Охотится ночью и в сумерках на мелких млекопитающих. Период размножения длится с февраля по апрель. Гнездятся в дуплах деревьев, самка откладывает от двух до трех белых яиц.

## Галерея

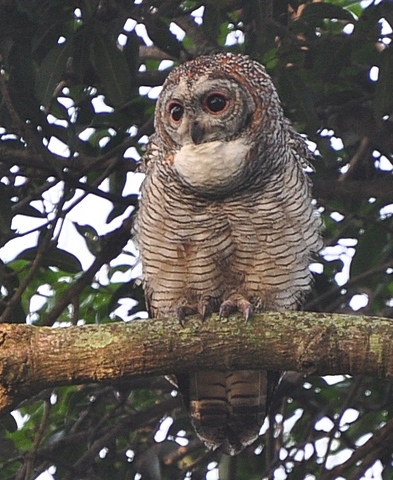
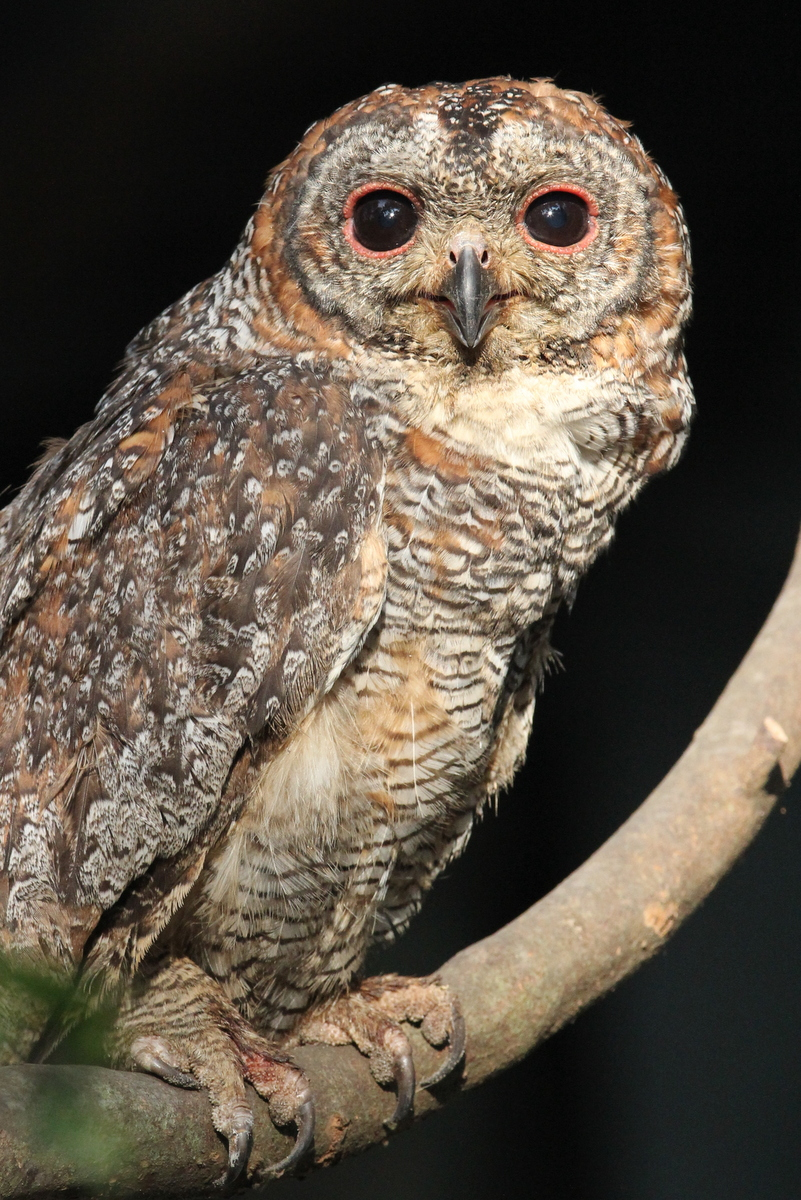